# Herminio Hidalgo
Herminio Hidalgo (ur. 30 marca 1962) – panamski zapaśnik. Olimpijczyk z Seulu 1988, gdzie odpadł w eliminacjach w obu stylach zapaśniczych w kategorii 68 kg.
Zdobył srebrny medal na igrzyskach panamerykańskich w 1987. Srebrny medalista mistrzostw panamerykańskich w 1998. Trzy razy na podium igrzysk boliwaryjskich, złoty medal w 1985. Drugi na mistrzostwach Ameryki Centralnej w 1984 roku.